# Samsung SCH-U460
Samsung SCH-U460 — мобильный телефон с боковым слайдером для обмена текстовыми сообщениями. Он был выпущен 29 июля 2010 года для Verizon Wireless. Существует также более новая модель этого телефона под названием Samsung Intensity 3 (SCH-U485).

## Функции
Характеристики SCH-U460 включают: QWERTY клавиатуру, Bluetooth, MP3-плеер, SMS, и 1,3 MP камеру, мобильный обмен мгновенными сообщениями (IM) и электронную почту. У него нет видеокамеры. Телефон также оснащен слотом для карт памяти Micro SD, доступ к которому находится сбоку. На боковой стороне телефона также есть порт USB, который можно использовать с зарядным устройством, входящим в комплект поставки телефона.